# Rhamdioglanis transfasciatus
Rhamdioglanis transfasciatus és una espècie de peix de la família dels heptaptèrids i de l'ordre dels siluriformes.
Els adults poden assolir 19 cm de longitud. És un peix d'aigua dolça i de clima tropical. que viu als rierols costaners entre Rio de Janeiro i Santa Catarina.